# Granströmtjärnen
Granströmtjärnen är en sjö i Piteå kommun i Norrbotten och ingår i Åbyälvens huvudavrinningsområde. Sjöns area är 0,032 kvadratkilometer och den är belägen 425 meter över havet.